# Nummi-Pusula
Nummi-Pusula este o fostă comună din Finlanda.